# 김재황
김재황(金載晃, 1912년 7월 3일 경성부 ~ 1980년 4월 8일)은 제3대 민의원의원을 지낸 대한민국의 정치인이다.

## 약력
- 일본 와세다 대학 문과 교외생 수료
- 광복청년회 성동구 부위원장
- 서울시장연합회 부회장
- 자유당 성동갑 위원장
- 자유당 서울시당 조사부장
- 대동청년단 총본부 중앙집행위원
- 민보단 성동구단 공안부장

## 역대 선거 결과
|  | 37.93% |

|  | 24.55% |

|  | 10.54% |

## 참고 자료
- 김재황 - 대한민국헌정회